# 小行星2350
小行星2350（2350 von Lude）是一颗围绕太阳公转的小行星。1938年2月6日，阿爾弗雷德·博爾曼在海德堡发现了此天体。
該小行星以德國天文學家海因茨·馮·呂德（Heinz von Lüde）命名。
这颗小行星的绝对星等为287.7167805218635等。